# 十字修道院 (喬治亞)
十字修道院是一座始建於6世紀的喬治亞正教會修道院，位於喬治亞東部的姆茨赫塔附近。十字修道院於1994年被列入世界遺產。
在545年時，十字修道院處就已經建有一座教堂。

十字修道院 (喬治亞)
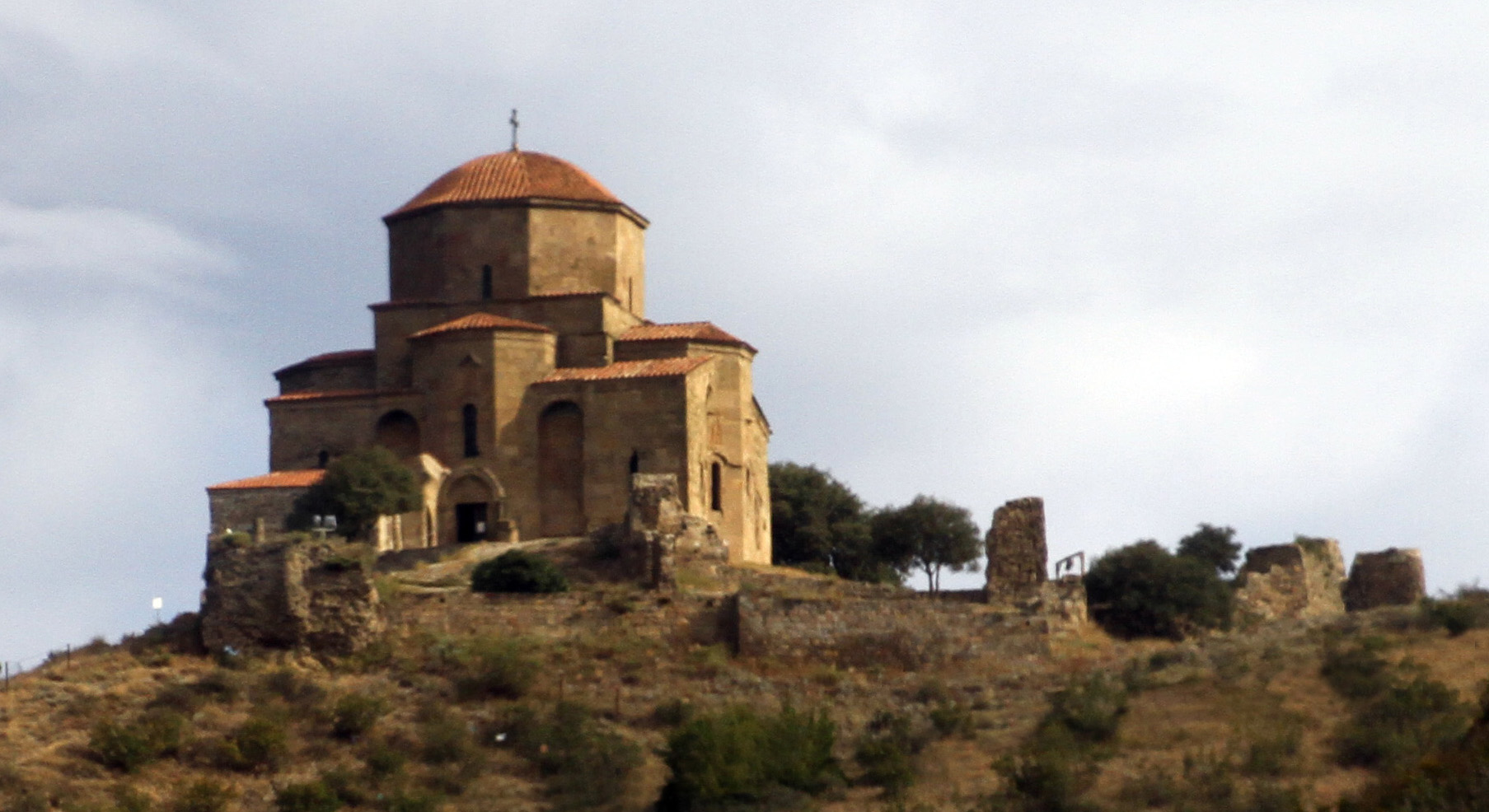
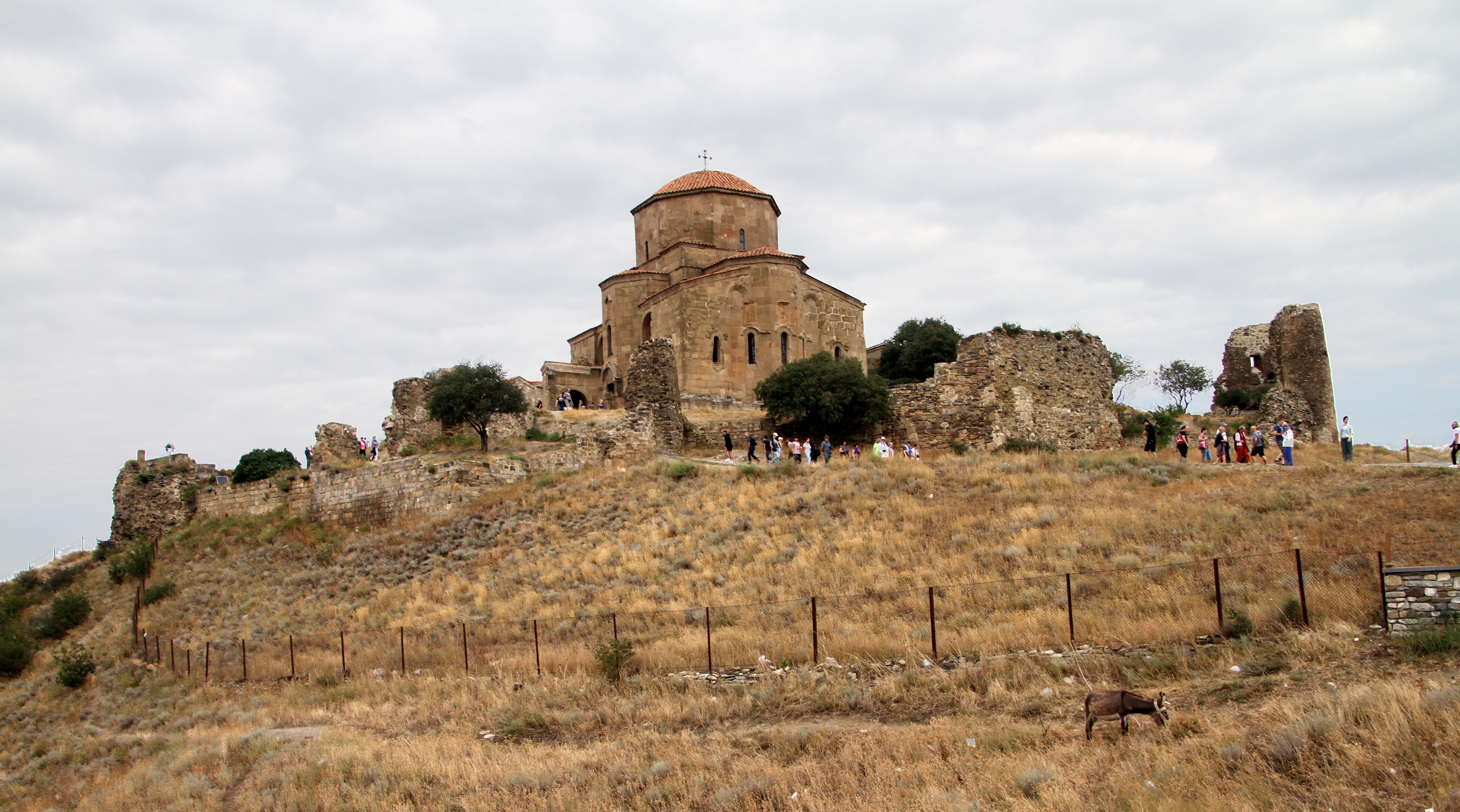
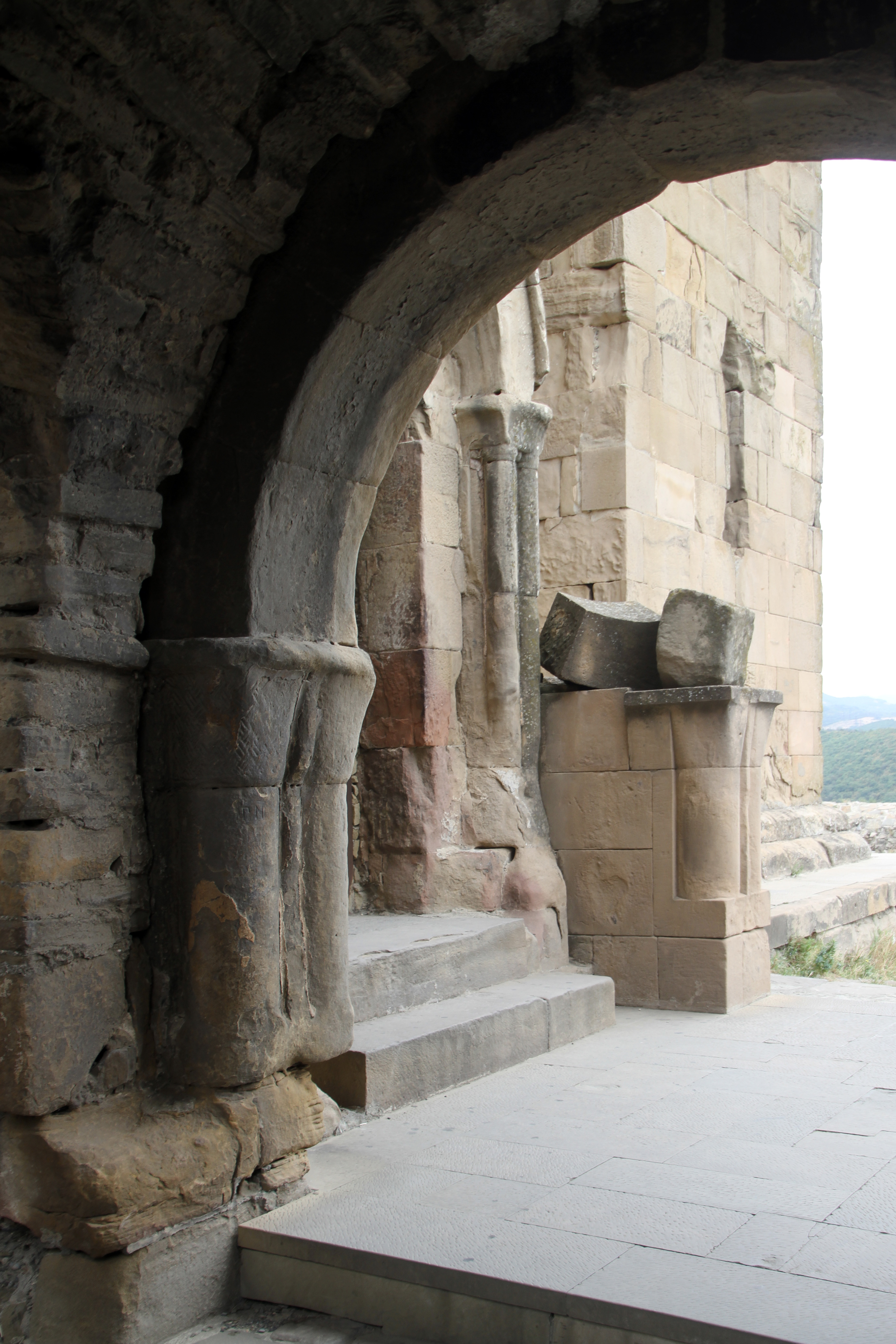
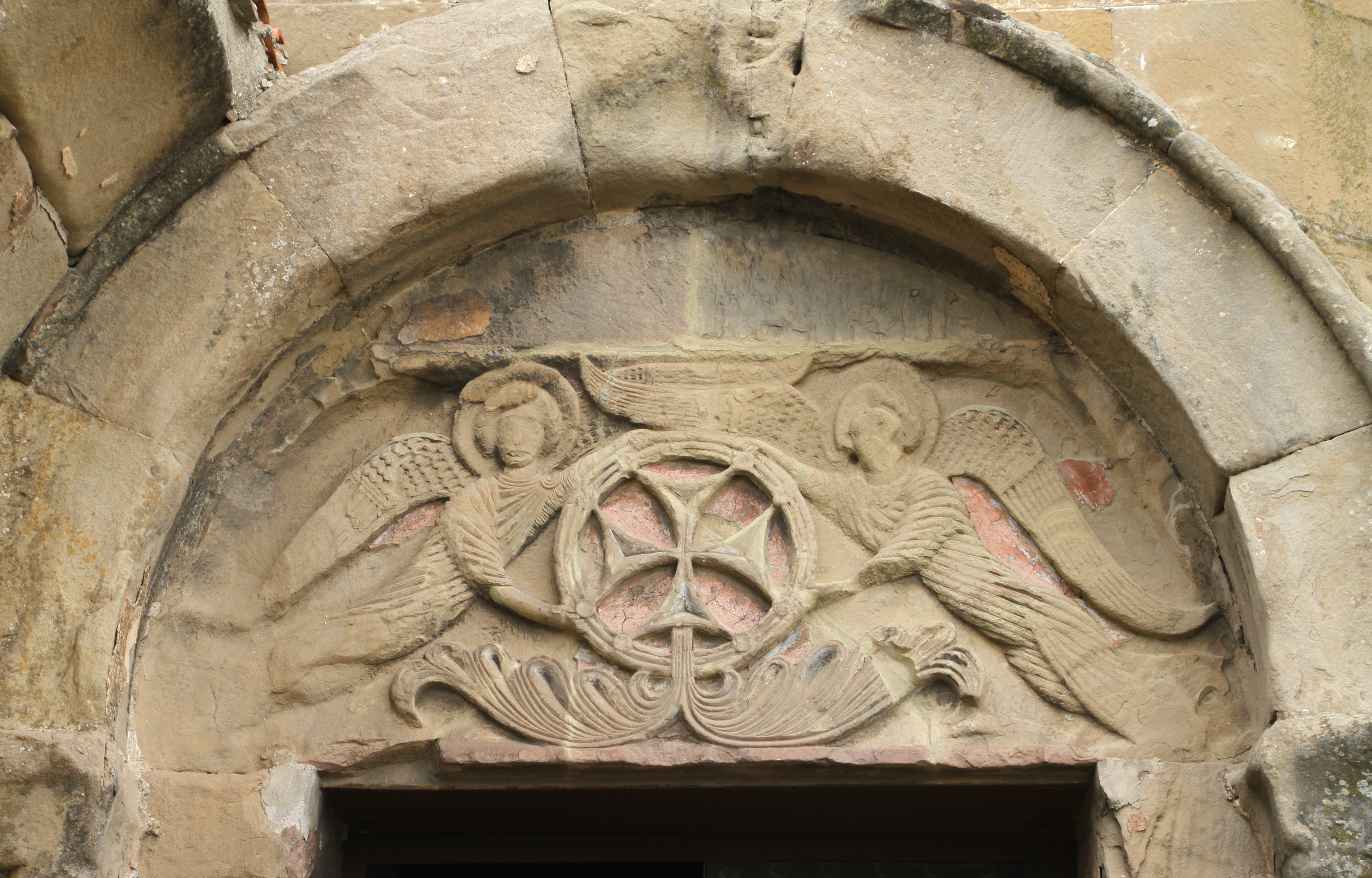
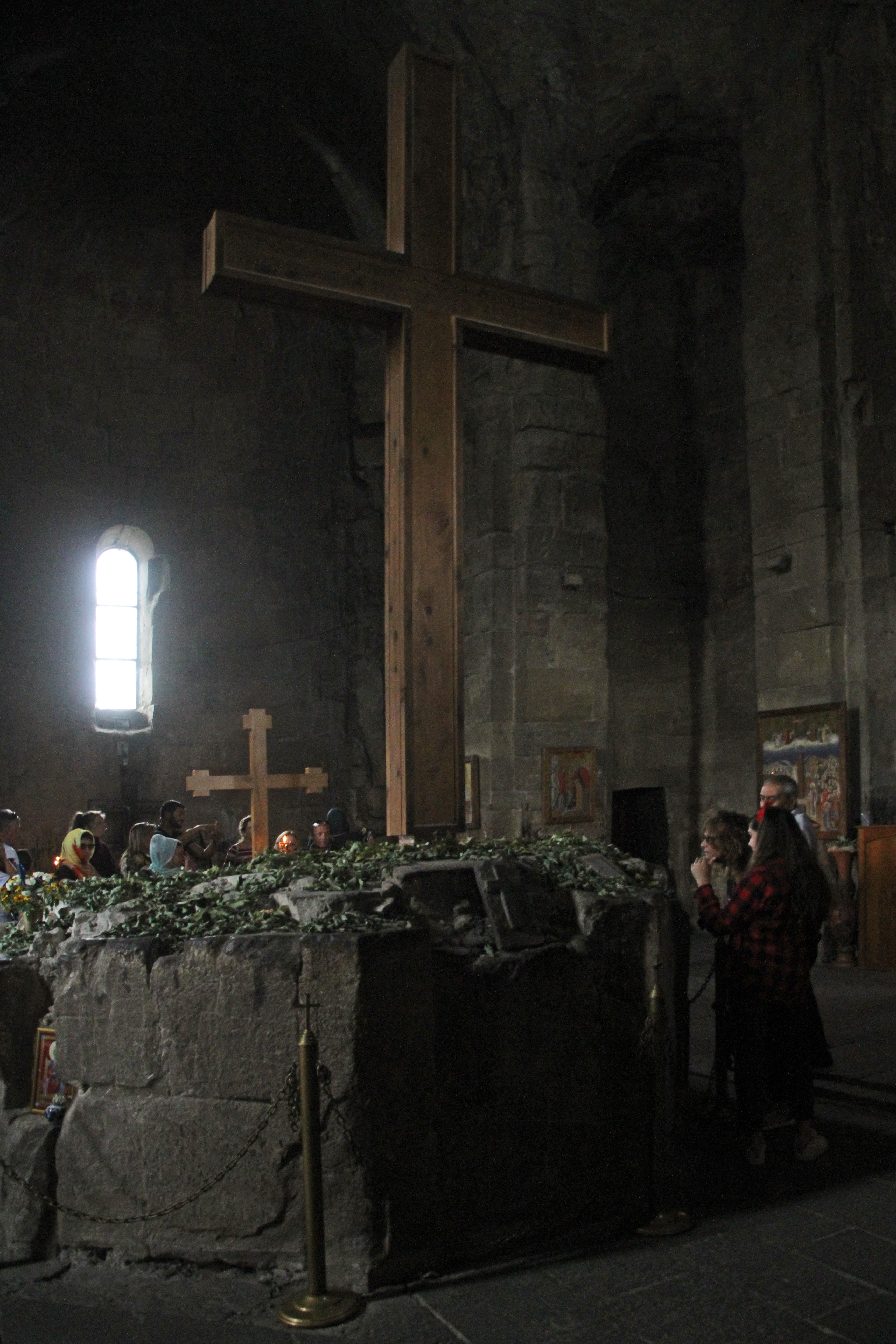
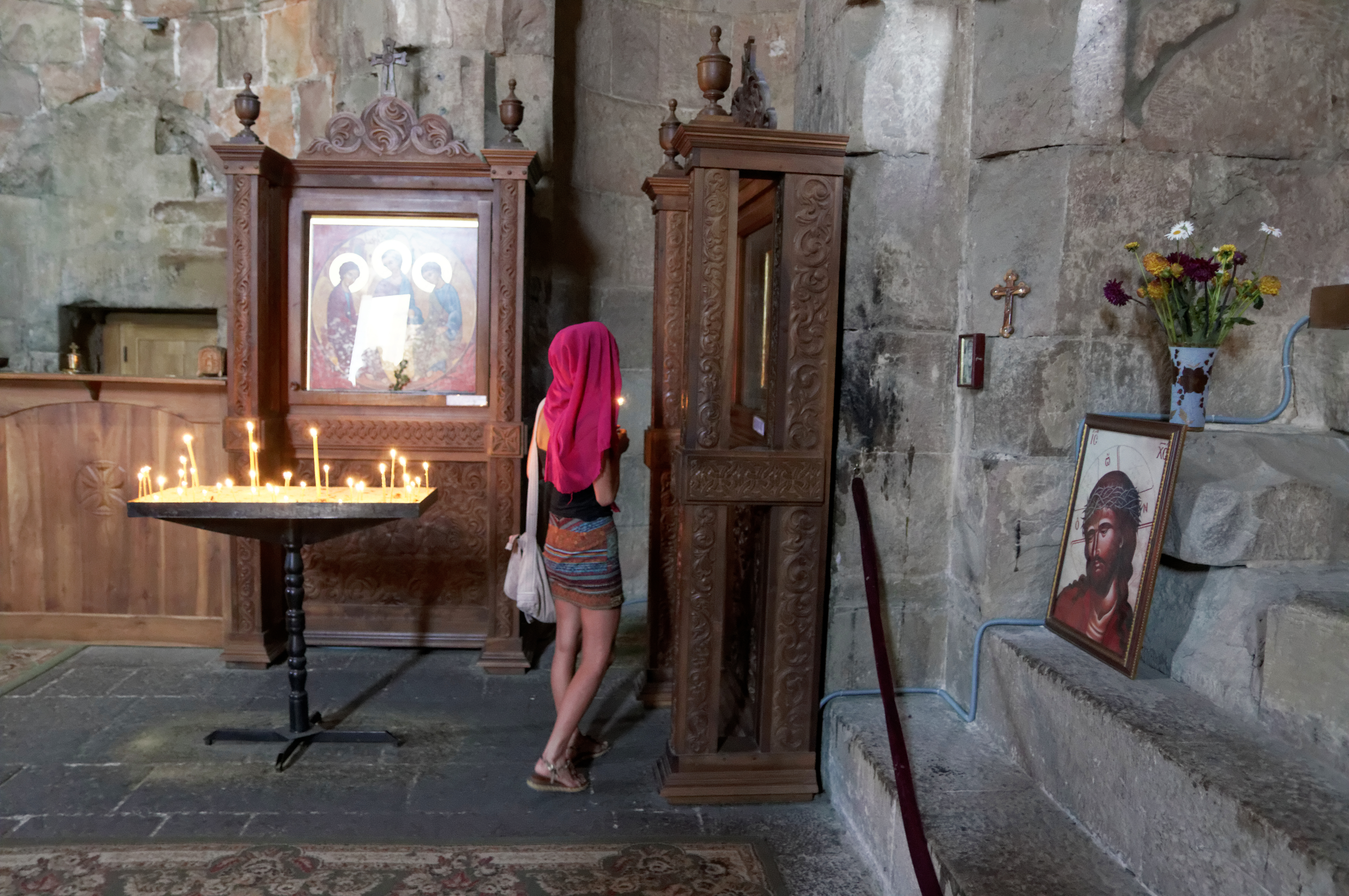
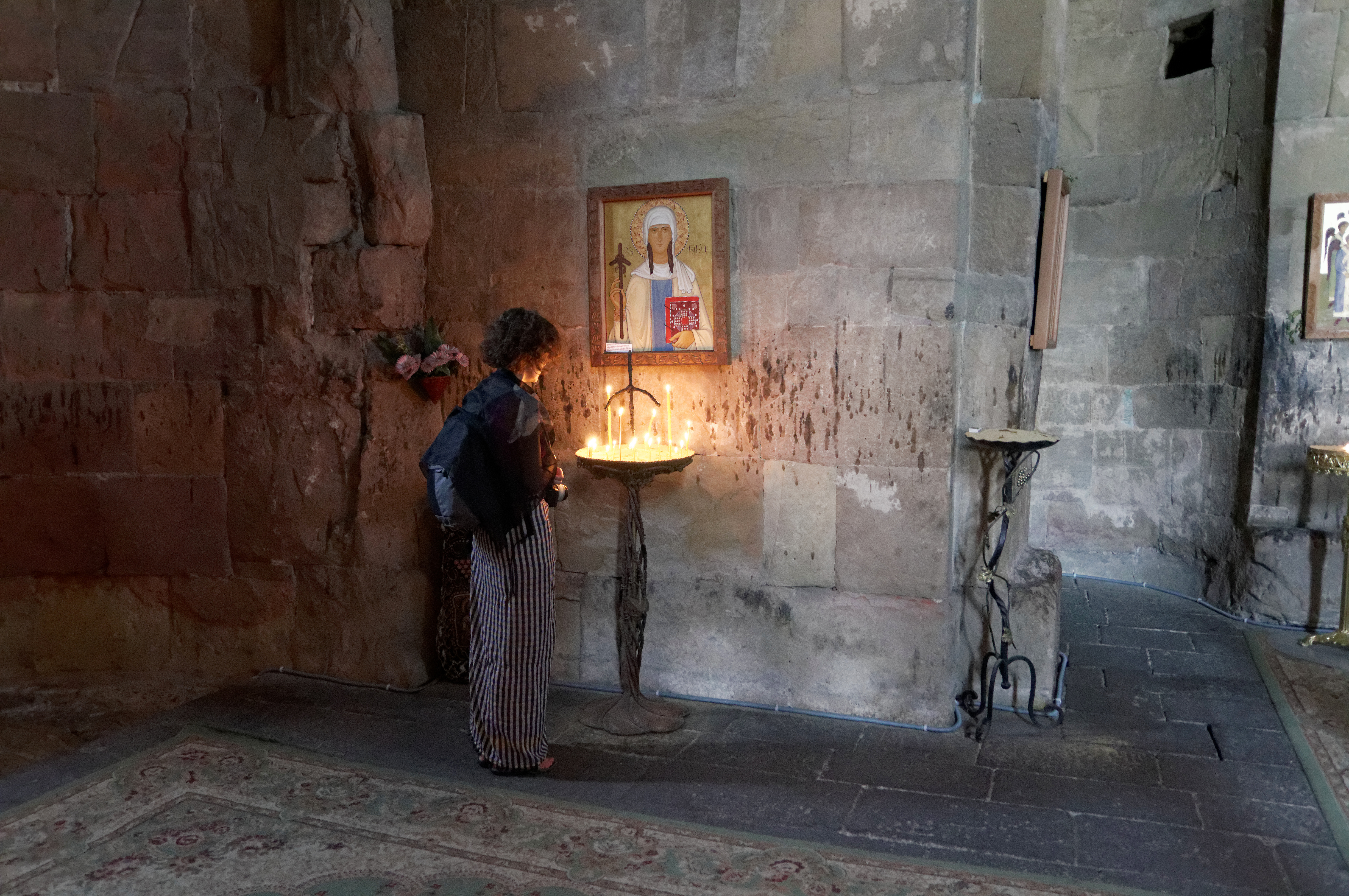